# Калвер (Індіана)
Калвер (англ. Culver) — місто (англ. town) в США, в окрузі Маршалл штату Індіана. Населення — 1129 осіб (2020).

## Географія
Калвер розташований за координатами 41°13′1″ пн. ш. 86°25′22″ зх. д. / 41.21694° пн. ш. 86.42278° зх. д. (41.216815, -86.422907).  За даними Бюро перепису населення США в 2010 році місто мало площу 2,33 км², уся площа — суходіл. В 2017 році площа становила 2,66 км², уся площа — суходіл.

## Демографія
Згідно з переписом 2010 року, у місті мешкали 1353 особи в 598 домогосподарствах у складі 354 родин. Густота населення становила 581 особа/км².  Було 897 помешкань (385/км²).
Расовий склад населення:
| - 95,8 % — білих - 1,2 % — чорних або афроамериканців - 0,4 % — азіатів |

До двох чи більше рас належало 1,8 %. Частка іспаномовних становила 2,4 % від усіх жителів.
За віковим діапазоном населення розподілялося таким чином: 19,2 % — особи молодші 18 років, 55,2 % — особи у віці 18—64 років, 25,6 % — особи у віці 65 років та старші. Медіана віку мешканця становила 47,7 року. На 100 осіб жіночої статі у місті припадало 83,1 чоловіків;  на 100 жінок у віці від 18 років та старших — 79,8 чоловіків також старших 18 років.
Середній дохід на одне домашнє господарство  становив 62 115 доларів США (медіана — 44 167), а середній дохід на одну сім'ю — 81 494 долари (медіана — 64 896). Медіана доходів становила 53 333 долари для чоловіків та 36 563 долари для жінок. За межею бідності перебувало 12,8 % осіб, у тому числі 13,2 % дітей у віці до 18 років та 12,3 % осіб у віці 65 років та старших.
Цивільне працевлаштоване населення становило 650 осіб. Основні галузі зайнятості: освіта, охорона здоров'я та соціальна допомога — 39,2 %, виробництво — 12,8 %, роздрібна торгівля — 11,7 %.